# San Lucas Zoquiapam
San Lucas Zoquiapam là một đô thị thuộc bang Oaxaca, México. Năm 2005, dân số của đô thị này là 7384 người.